# Hebron (Nebraska)
Hebron è una città degli Stati Uniti d'America, nella contea di Thayer nello Stato del Nebraska.
La città fondata nel 1869 dai "Discepoli di Cristo" nel prende il nome da Hebron citata nella Bibbia.
Negli anni ottanta venne costruita la più larga altalena del mondo.